# Федір Третяк
Третяк Федір — український державний діяч, другий генеральний суддя в уряді Пилипа Орлика. Імовірно, син або онук Семена Третяка, київського та прилуцького полковника.

## Життєпис
Біографічні відомості вкрай уривчасті. Відомо, що в 1708-1709 був переволочанським дозорцею. Разом із мазепинцями відступив під Бендери, з 1714 — в Швеції.